# Dalreavoch
Dalreavoch (Schots-Gaelisch: An Dail Riabhach) is een dorp in de buurt van Rogart in de Schotse lieutenancy Sutherland in het raadsgebied Highland.